# Хокејашка лига Хрватске
Хокејашка лига Хрватске је по рангу највиша лига хокеја на леду у Хрватској.

## Историја
Хокејашка лига Хрватске је основана након распада Југославије-а 1991. године. Највише титула до сада је освојила екипа Медвешчака, 22 титулe.
Медвешчак се такође такмичио и у руској Континенталној хокејашкој лиги, као и у Хокејашкој лиги Аустрије.

## Клубови
| Клуб          | Град   | Основан |
| ------------- | ------ | ------- |
| КХЛ Медвешчак | Загреб | 1961.   |
| КХЛ Младост   | Загреб | 1946.   |
| КХЛ Загреб    | Загреб | 1982.   |
| КХЛ Сисак     | Сисак  | 1930.   |

## Шампиони
| Сезона                                 | Клуб                                   | Сезона                                 | Клуб                                   | Сезона                                 | Клуб                                   |
| до 1991. Прва савезна лига Југославије | до 1991. Прва савезна лига Југославије | до 1991. Прва савезна лига Југославије | до 1991. Прва савезна лига Југославије | до 1991. Прва савезна лига Југославије | до 1991. Прва савезна лига Југославије |
| -------------------------------------- | -------------------------------------- | -------------------------------------- | -------------------------------------- | -------------------------------------- | -------------------------------------- |
| 1991/92.                               | КХЛ Загреб (1)                         | 2002/03.                               | КХЛ Медвешчак (8)                      | 2013/14.                               | КХЛ Медвешчак (18)                     |
| 1992/93.                               | КХЛ Загреб (2)                         | 2003/04.                               | КХЛ Медвешчак (9)                      | 2014/15.                               | КХЛ Медвешчак (19)                     |
| 1993/94.                               | КХЛ Загреб (3)                         | 2004/05.                               | КХЛ Медвешчак (10)                     | 2015/16.                               | КХЛ Медвешчак (20)                     |
| 1994/95.                               | КХЛ Медвешчак (1)                      | 2005/06.                               | КХЛ Медвешчак (11)                     | 2016/17.                               | КХЛ Медвешчак (21)                     |
| 1995/96.                               | КХЛ Загреб (4)                         | 2006/07.                               | КХЛ Медвешчак (12)                     | 2017/18.                               | КХЛ Медвешчак (22)                     |
| 1996/97.                               | КХЛ Медвешчак (2)                      | 2007/08.                               | КХЛ Младост (1)                        | 2018/19.                               | КХЛ Загреб (5)                         |
| 1997/98.                               | КХЛ Медвешчак (3)                      | 2008/09.                               | КХЛ Медвешчак (13)                     | 2019/20.                               | Отказано због пандемије Ковида         |
| 1998/99.                               | КХЛ Медвешчак (4)                      | 2009/10.                               | КХЛ Медвешчак (14)                     | 2020/21.                               | КХЛ Младост (2)                        |
| 1999/00.                               | КХЛ Медвешчак (5)                      | 2010/11.                               | КХЛ Медвешчак (15)                     | 2021/22.                               | КХЛ Сисак (1)                          |
| 2000/01.                               | КХЛ Медвешчак (6)                      | 2011/12.                               | КХЛ Медвешчак (16)                     | 2022/23.                               |                                        |
| 2001/02.                               | КХЛ Медвешчак (7)                      | 2012/13.                               | КХЛ Медвешчак (17)                     |                                        |                                        |

### Успешност тимова
| Клуб          | Година | Укупно |
| ------------- | --- | ------ |
| КХЛ Медвешчак | 1995, 1997, 1998, 1999, 2000, 2001, 2002, 2003, 2004, 2005, 2006, 2007, 2009, 2010, 2011, 2012, 2013. 2014, 2015, 2016, 2017, 2018 | 22     |
| КХЛ Загреб    | 1992, 1993, 1994, 1996, 2019 | 5      |
| КХЛ Младост   | 2008, 2021 | 2      |
| КХЛ Сисак     | 2022 | 1      |